# Axonchium serpens
Axonchium serpens är en rundmaskart. Axonchium serpens ingår i släktet Axonchium och familjen Belondiridae. Inga underarter finns listade i Catalogue of Life.